# Дубровка (Собинский район)
Дубровка — деревня в Собинском районе Владимирской области России, входит в состав Воршинского сельского поселения.

## География
Деревня расположена на берегу реки Ворша в 3 км на северо-запад от центра поселения села Ворша и в 16 км на северо-восток от райцентра города Собинка. 

## История
В конце XIX — начале XX века деревня входила в состав Кузнецовской волости Владимирского уезда, с 1926 года — в составе Собинской волости. В 1859 году в деревне числилось 18 дворов, в 1905 году — 29 двора, в 1926 году — 25 хозяйств и начальная школа.
С 1929 года село входило в состав Воршинского сельсовета Собинского района.

## Население
| 1859 | 1905 | 1926 |
| ---- | ---- | ---- |
| 136  | 171  | 116  |

| 1859 | 1905 | 1926 | 2002 | 2010 | 2021 |
| ---- | ---- | ---- | ---- | ---- | ---- |
| 136  | ↗171 | ↘116 | ↘2   | ↗6   | ↘3   |